# 1493
Évszázadok: 14. század – 15. század – 16. század
Évtizedek: 1440-es évek – 1450-es évek – 1460-as évek – 1470-es évek – 1480-as évek – 1490-es évek – 1500-as évek – 1510-es évek – 1520-as évek – 1530-as évek – 1540-es évek
Évek: 1488 – 1489 – 1490 – 1491 –  1492 – 1493 – 1494 – 1495 – 1496 – 1497 – 1498

## Események

### Határozott dátumú események
- január 4. – Kolumbusz Kristóf búcsút mond az Újvilágnak, befejezve első utazását.[1]
- március 15. – Kolumbusz Kristóf megérkezik Spanyolországba első amerikai útja után.[1]
- május 4. – VI. Sándor pápa kiadja az „Inter caetera” kezdetű bulláját,[2] amely a tordesillasi szerződés alapja volt. (Az új oklevél a „katolikus uralkodópár” – Aragóniai Ferdinánd és Kasztíliai Izabella – jogos igényterületeik határát a Zöld-foki-szigetektől 100 liga távolságra nyugatra állapította meg.)[3]
- július 28. – Nagy tűzvész Moszkvában.
- szeptember 9. – A Karintiából hazafelé tartó, közel nyolcezer fős boszniai oszmán csapat Jakub pasa vezetésével katasztrofális vereséget mér a Derencsényi Imre horvát bán vezette, mintegy hatezer fős seregre a korbáviai (más néven udbinai) csatában. (A horvát nemesség színe-java odaveszett, a beszámolók szerint alig háromszáz fő élte túl a mészárlást, a bán pedig fogságban halt meg.)[4][5]
- szeptember 28. – Az országgyűlésen Szapolyai János előadja a királynak a rendek panaszait, a király viszont a rendeket vádolja anarchiával. A korona őrzését Szapolyaira és Bakócz Tamásra bízzák.
- november 11. – A milánói udvar kérésére a pápa érvénytelenítette Sforza Bianka Mária milánói hercegnőnek a Corvin János herceggel, I. Mátyás magyar királynak az Edelpeck Borbála boroszlói úrnővel folytatott viszonyából született törvényesített és apja utódául szánt fattyú fiával  1487. november 25-én per procuram (képviselők útján) Milánóban kötött házasságát, miután Corvin János nem lett magyar király.
- november 19. – Kolumbusz Kristóf második útján partra száll a mai Puerto Rico szigetén és Keresztelő Szent Jánosról nevezi el.

### Határozatlan dátumú események
- február eleje – Török hadak törnek Erdélyre, de Telegdi István a Vöröstoronyi-szorosnál megveri és kiűzi őket.[6]
- az év folyamán – Elkészül a szepeshelyi prépostsági templom gótikus stílusban épült Szapolyai-kápolnája.[7]

## Születések
- november 12. – Bartolommeo Bandinelli firenzei szobrász (†1560).
- december 17. – Paracelsus – alkimista (†1541).[8]

## Halálozások
- június 14. – Ermolao Barbaro itáliai tudós (* 1454)
- augusztus 19. – III. Frigyes német-római császár (* 1415)